# Titularbistum Illici
Illici ist ein Titularbistum der römisch-katholischen Kirche. 
Es geht zurück auf einen antiken Bischofssitz in der Stadt Elche, die sich in der Provinz Alicante in Spanien befindet. Das Bistum Illici war dem Erzbistum Toledo als Suffraganbistum unterstellt.
| Titularbischöfe von Illici |                                                        |                                                            |                  |                   |
| Nr.                        | Name                                                   | Amt                                                        | von              | bis               |
| 1                          | José Souto Vizoso                                      | emeritierter Bischof von Palencia (Spanien)                | 31. März 1970    | 11. Dezember 1970 |
| 2                          | José Freire de Oliveira Neto                           | Weihbischof in Mossoró (Brasilien)                         | 3. November 1973 | 21. Mai 1979      |
| 3                          | Romeu Brigenti                                         | Weihbischof in São Sebastião do Rio de Janeiro (Brasilien) | 2. August 1979   | 10. März 2008     |
| 4                          | Luis Mariano Montemayor Titularerzbischof pro hac vice | Apostolischer Nuntius                                      | 19. Juni 2008    |                   |